# Rodrigo Alborno
Rodrigo Alborno Ortega (Asunción, 12 de agosto de 1993) es un futbolista paraguayo. Juega de lateral izquierdo y su equipo actual es el Sportivo Luqueño de la Primera División de Paraguay.

## Trayectoria
Se inició desde muy pequeño en las divisiones inferiores del Atlántida Sport Club, hasta que en 2008 pasó al Club Libertad en donde debutó como profesional en 2010, temporada en la cual su equipo obtuvo el título de campeón del torneo Clausura. En 2011, debido a una lesión se perdió la disputa del Sudamericano Sub-20 de Perú. A mediados del mismo año, Alborno fue transferido al club italiano Inter de Milán con el que firmó contrato hasta junio de 2016 y donde jugó para  la plantilla de reserva, también llamada Primavera.

## Clubes
| Club                     | País     | Año       |
| ------------------------ | -------- | --------- |
| Libertad                 | Paraguay | 2010-2011 |
| Inter de Milán           | Italia   | 2011-2016 |
| Novara Calcio (préstamo) | Italia   | 2012-2013 |
| Cittadella (préstamo)    | Italia   | 2014-2016 |
| Libertad                 | Paraguay | 2016-2019 |
| Dep. Capiatá (préstamo)  | Paraguay | 2017      |
| Guaraní                  | Paraguay | 2019      |
| River Plate              | Paraguay | 2020      |
| Guaireña FC              | Paraguay | 2021      |
| 12 de Octubre            | Paraguay | 2022      |
| Sol de América           | Paraguay | 2022      |
| Guaireña FC              | Paraguay | 2023      |
| Sportivo Luqueño         | Paraguay | 2024-Act  |

## Palmarés
| Título          | Club     | País     | Año  |
| --------------- | -------- | -------- | ---- |
| Torneo Clausura | Libertad | Paraguay | 2010 |
| Torneo Clausura | Libertad | Paraguay | 2017 |